# Delfy de Ortega
Delfina Felipa Bonomo (Turín, Italia; 21 de agosto de 1920 - General Rodríguez, Argentina; 21 de septiembre de 1995), más conocida como Delfy de Ortega, fue una actriz argentina de origen italiano.

## Biografía
Nació en Italia y llegó a la Argentina cuando era niña. Inició su carrera artística en la Pandilla Marilyn y luego estuvo en la compañía de Florencio Parravicini, debutando en la obra Se alquilan buenos mozos.
Fue una de las principales voces del radioteatro argentino donde compartió micrófono con galanes del momento.
Inició su carrera cinematográfica en La cieguita de la avenida Alvear en 1939, de Julio Irigoyen, después realizó varias películas protagonizadas por Niní Marshall.
Mujer de gran belleza, participó en 24 películas, participando como intérprete y en El negoción como coreógrafa, entre sus filmes se encuentran Madame Sans Gene, Santa Cándida, Tres millones... y el amor, Al compás de tu mentira, Sin querer, queriendo. Participó en radioteatros junto a su esposo Francisco de Paula, convirtiéndose en una estrella. En 1946 es elegida Revelación Femenina por su labor en Santa Cándida. Fue protagonista de Evasión y Santos Vega vuelve.
En las décadas de 1960 y 1970 protagonizó el ciclo El amor tiene cara de mujer, una de los telenovelas más exitosas de la historia de la televisión argentina, con Iris Láinez, Bárbara Mujica y Angélica López Gamio.El Año 1966 Progotanizada el ciclo La Familia Bianchi su television de la comedia junto con Duilio Marzio, Osvaldo Cattone, Carlos Luzietti, Atilio Pozzobon, Marcela Lopez Rey y Thelma Biral. Participó en el teleteatro Malevo en los años 1970 junto a Perla Santalla y en 1977 actuó en la obra teatral Las mariposas son libres, con Rodolfo Bebán, con quien actuó ese mismo año en el ciclo televisivo El cuarteador, con Nora Massi y Oscar Ferrigno.
Realizó su última aparición cinematográfica en 1985 en Sin querer, queriendo, de Hebert Posse Amorim. Continuó actuando hasta sus últimos años en el medio televisivo en ciclos como Dios se lo pague, No es un juego vivir, Dos para una mentira, Ese hombre prohibido, Estrellita mía, entre otras. En 1994 participó de la segunda versión de El amor tiene cara de mujer.
Falleció de un cáncer el 21 de septiembre de 1995 a los 75 años en Gral. Rodríguez, provincia de Buenos Aires.
En la década de 1950 estuvo en pareja con el director de cine y  compositor Héctor Canziani. Luego se casó con Francisco de Paula y su nieta Marcela Canziani incursionó como actriz.

## Filmografía
- Sin querer, queriendo (1985)
- Yo también tengo fiaca! (1978)
- El divorcio está de moda (de común acuerdo) (1978)
- Hipólito y Evita (1973)
- Nino (1972)
- El mundo es de los jóvenes (1970)
- Rebeldía (1969)
- Sábado del pecado (no estrenada comercialmente - 1954)
- Un ángel sin pudor (1953)
- El infortunado Fortunato (1952)
- Paraíso robado (1951)
- El hermoso Brummel (1951)
- Al compás de tu mentira (1950)
- Diez segundos (1949)
- Todo un héroe (1949)
- Evasión (1947)
- Santos Vega vuelve (1947)
- Tres millones... y el amor (1946)
- Un modelo de París (1946)
- Chiruca (1945)
- Santa Cándida (1945)
- Madame Sans Gene (1945)
- El deseo (1944)
- Hay que educar a Niní (1940)
- La cieguita de la avenida Alvear (1939)

Coreografía:
- El negoción (no estrenada comercialmente - 1958)

## Televisión
- El amor tiene cara de mujer (1994)
- La elegida (1992)
- Grande Pá!  (1991)
- Alta comedia (1991)
- Estrellita mía (1987)
- Ese nombre prohibido (1986)
- Dos para una mentira (1986)
- No es un juego vivir (1985)
- Tal como somos (1984)
- Sola (1983)
- Dios se lo pague (1981)
- Un latido distinto (1981)
- Estación Terminal (1980)
- Mamá Linda (1979)
- El cuarteador (1977)
- El gato (1976)
- Alguien como usted (1973)
- Alguien como vos (1973)
- Malevo (1972)
- Nino, las cosas simples de la vida (1971)
- Soledad, un destino sin amor. (1970/71) Canal 9
- La rebelde de los Anchorena. (1970) Canal 9
- Su comedia favorita. Capítulos unitarios como "La añeja Señorita Ruiz". (1970). Canal 9
- El amor tiene cara de mujer (1964)
- Dos a quererse (1963)
- Altanera Evangelina Garret (1962)